# Fiat Bravo
Fiat Bravo — це хетчбек, що вироблявся компанією Fiat з 2007 по 2016 роки.

## Опис

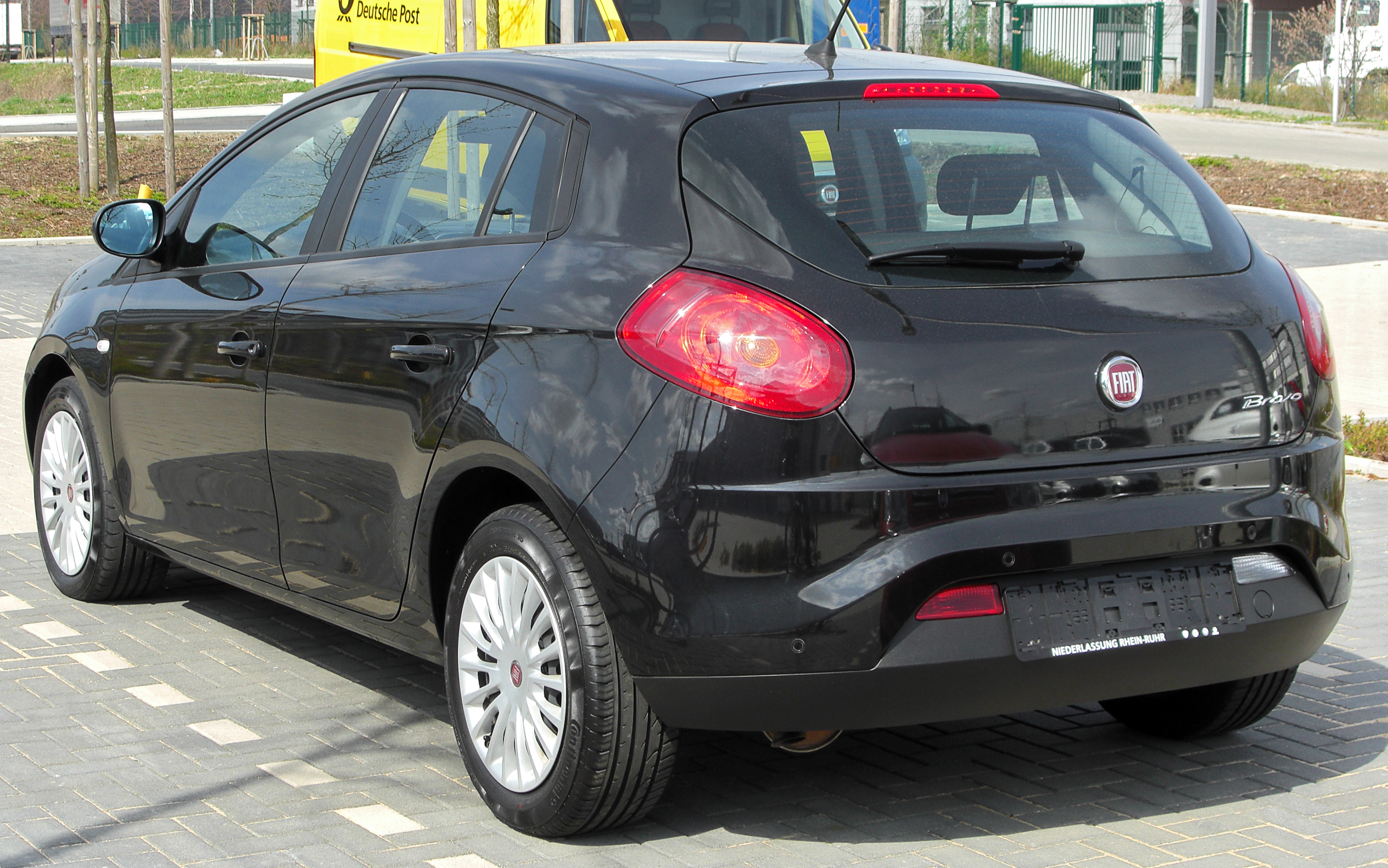
Fiat Bravo II

Fiat Bravo другого покоління випускається з 2007 року. Є фактичним наступником моделі Fiat Stilo (у 1995—2001 роках випускалося сімейство Fiat Bravo/Brava, від якого сучасний автомобіль успадкував назву). Вперше був представлений пресі в Римі в січні 2007 року, а пізніше виставлений на Женевському автосалоні 2007 року. Випускається на заводі Fiat в місті Кассіно (регіон Лаціо, Італія). 
З 2010 року виробництво Bravo здійснювалося в Бразилії. В Австралії автомобіль продавався під назвою Fiat Ritmo, так як торгова марка Bravo в цій країні належить компанії Mazda.
Дизайн автомобіля розроблений Fiat Style Centre. Розробником значного числа інженерних рішень автомобіля була австрійська компанія Magna Steyr, що входить в Magna International.
В Європі виготовили 349 691 автомобілів.

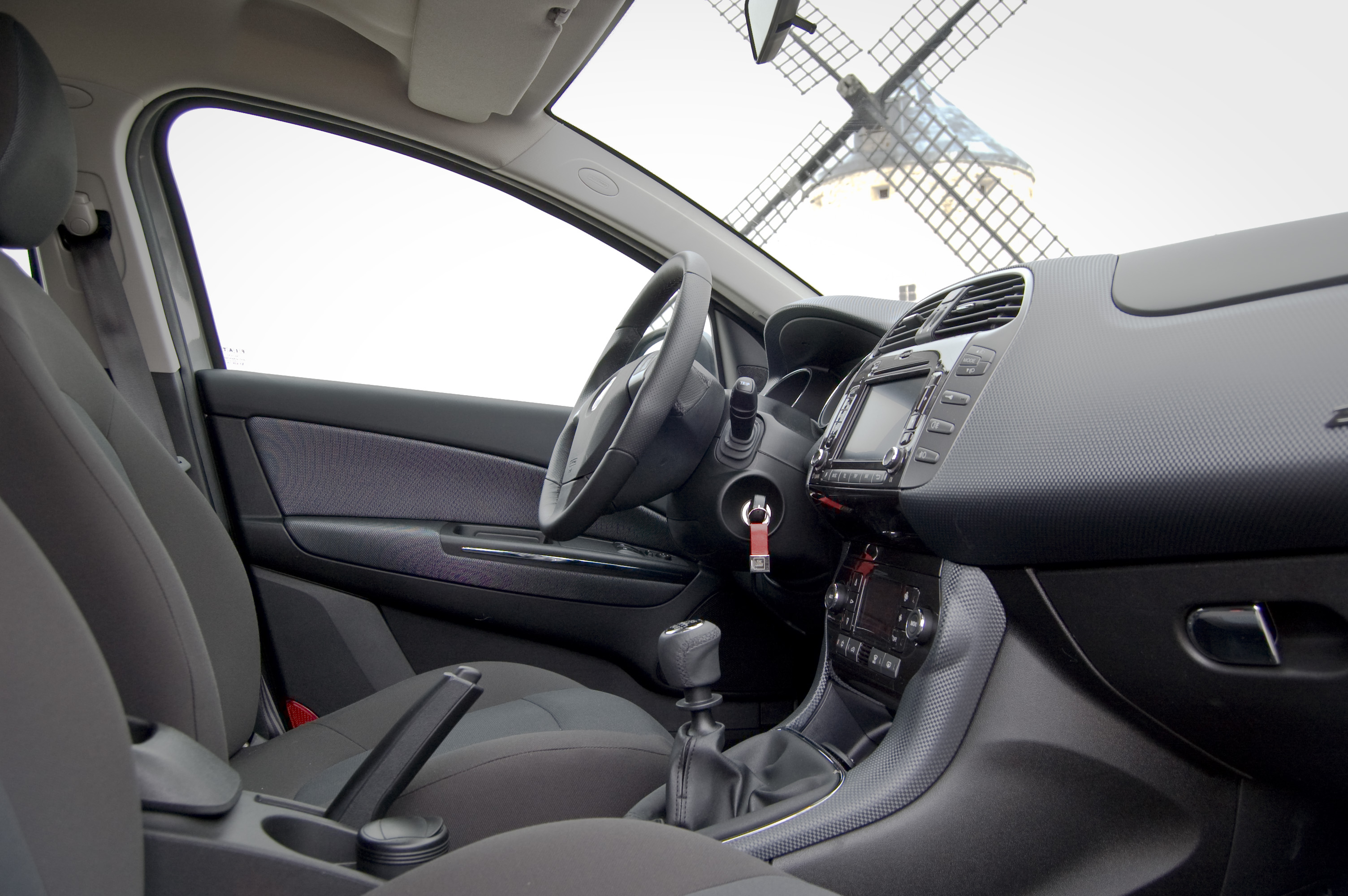

Екстер'єр автомобіля багато у чому нагадує італійські автомобілі 60-х років з їх округлими формами, а також деякі елементи весняного виду сучасних Maserati. Клиноподібна форма кузова і стрімкі лінії екстер'єру демонструють динамічність автомобіля. Габарити Fiat Bravo рівні: довжина– 4340 мм, ширина– 1790 мм, висота –1490 мм і колісна база– 2600 мм. 
Стандартна комплектація автомобіля досить багата і включає у себе:
- кондиціонер,
- кермо з електропідсилювачем DualDrive,
- систему допомоги старту на підйомі,
- активні поворотні протитуманні фари,
- повний електропакет.

Для Fiat Bravo доступний широкий асортимент опціональних комплектуючих:
- двох-зонний клімат контроль,
- шкіряну оббивку сидінь і керма, спортивні сидіння,
- системи динамічної стабілізації,
- CD-MP3-чейнджер,
- систему навігації BLUE & ME NAV,
- нішу під для води (з охолодженням),
- передні сидіння з підігрівом,
- скляний панорамний люк,
- 15/16/18-дюймові легкосплавні диски,
- круїз-контроль,
- парктронік[2].
- спортивний режим Sport (у версії 150 та 140 к.с.)

### Двигуни
| Модель           | Об'єм    | Потужність               | Разгін 0—100 км/год | Примітки |
| ---------------- | -------- | ------------------------ | ------------------- | -------- |
| Бензинові        |          |                          |                     |          |
| 1,4 16V S-JET    | 1368 см³ | 66 кВт (90 к.с.)         | 12,5 с              |          |
| 1,4 16V T-JET    | 1368 см³ | 88 кВт (120 к.с.)        | 9,6 с               | Turbo    |
| 1,4 16V T-JET    | 1368 см³ | 110 кВт (150 к.с.)       | 8,5 с / 8,2 с       | Turbo    |
| 1,4 8V Multiair  | 1368 см³ | 103 кВт (140 к.с.)       | 8.9 с               | Turbo    |
| 1,8 E.Torq 16V   | 1747 см³ | 95-97 кВт (129—132 к.с.) |                     | Бразилія |
| Дизельні         |          |                          |                     |          |
| 1.6 16V Multijet | 1598 см³ | 66 кВт (90 кл.с.)        | 13,1 с              |          |
| 1.6 16V Multijet | 1598 см³ | 77 кВт (105 к.с.)        | 11,3 с              |          |
| 1.6 16V Multijet | 1598 см³ | 88 кВт (120 к.с.)        | 10,3 с              |          |
| 1.9 8V Multijet  | 1910 см³ | 66 кВт (90 к.с.)         | 12,5 с              |          |
| 1.9 8V Multijet  | 1910 см³ | 88 кВт (120 к.с.)        | 10,5 с              |          |
| 1.9 16V Multijet | 1910 см³ | 110 кВт (150 к.с.)       | 9,0 с               |          |
| 2.0 16V Multijet | 1956 см³ | 121 кВт (165 к.с.)       | 8,2 с               |          |

Двигуни досить чутливі до якості палива та оливи. Але при своєчасному і якісному обслуговуванні мають дуже солідний ресурс пробігу, особливо враховуючи малий об'єм двигунів та їх доволі високу потужність.
Із недоліків та «дитячих хвороб» власники виділяють часте протікання оливи із теплообмінника та тріщини гарячої частини турбіни (у турбо-версіях), часті поломки моторів клімату та малий ресурс підшипників МКПП М32 (що була розроблена разом з Opel).
Fiat Bravo має досить великий потенціал для тюнінгу. Блок двигуна виконаний із чугунного сплаву та має досить великий запас жорсткості та міцності при наддуві. Із невеликими доопрацюваннями обладнання та більш продуктивною турбіною, бензиновий агрегат вільно видає 200 к.с., що є досить високим показником для об'єму 1.4 л.